# 10270 Skoglöv
10270 Skoglöv là một tiểu hành tinh vành đai chính với chu kỳ quỹ đạo là 1400.7020708 ngày (3.83 năm).
Nó được phát hiện ngày 16 tháng 3 năm 1980.